# Montastruc (Tarn-et-Garonne)
Montastruc ist eine französische Gemeinde mit 297 Einwohnern (Stand: 1. Januar 2022) im Département Tarn-et-Garonne in der Region Okzitanien. Die Gemeinde liegt im Arrondissement Montauban und ist Mitglied im Gemeindeverband Communauté de communes du Pays de Lafrançaise. Die Einwohner werden Montastrucois und Montastrucoises genannt.

## Geografie
Montastruc liegt in der Région naturelle Quercy Blanc etwa zehn Kilometer nordnordwestlich von Montauban. Am südlichen Rand der Gemeinde fließt der Aveyron entlang. Das Gemeindegebiet gehört zum Einzugsgebiet der Garonne und wird neben dem Aveyron vom Ruisseau de Saint-Marc und verschiedenen anderen kleinen Wasserläufen entwässert.
Ein Teil des Gemeindegebiets gehört zum Naturschutzgebiet „Vallées du Tarn, de l’Aveyron, du Viaur, de l’Agout et du Gijou“ im Rahmen des Natura 2000-Netzwerks.
Umgeben wird Montastruc von den Nachbargemeinden Lafrançaise im Norden und Westen, Piquecos im Osten sowie Villemade im Süden.

## Einwohnerentwicklung
| Jahr      | 1962 | 1968 | 1975 | 1982 | 1990 | 1999 | 2006 | 2018 |
| --------- | ---- | ---- | ---- | ---- | ---- | ---- | ---- | ---- |
| Einwohner | 257  | 253  | 206  | 189  | 209  | 217  | 259  | 298  |

## Sehenswürdigkeiten
- Pfarrkirche Saint-Pierre in Campredon aus dem 13. Jahrhundert, Anbauten aus dem 17. Jahrhundert, 1876 fast vollständig neu im neogotischen Stil errichtet
- Reste der Mühle in Saint-Pierre-de-Campredon, in der ersten Hälfte des 18. Jahrhunderts neu gebaut, seit der Überschwemmung von 1930 verfallen

## Archäologische Funde aus der Steinzeit
1864 und 1866 bis 1867 wurden aus einer Höhle auf dem Gebiet der Gemeinde durch den französischen Ingenieur und Archäologen Peccadeau de l’Isle Artefakte aus der Epoche des Magdalénien geborgen, die heute im British Museum und im Natural History Museum in London verwahrt werden. Weitere Grabungen fanden 1946 bis 1947 und 1956 bis 1957 durch Bernard Bétirac statt, dessen Funde werden heute im Musée d’Histoire Naturelle Victor Brun, Montauban, und im Musée d’Archéologie Nationale, Saint-Germain-en-Laye, verwahrt. Entdeckt wurden bei den Grabungen vor allem zahlreiche Steinwerkzeuge sowie Gravuren auf Tierknochen und Steinen.

## Belege
1. ↑   Andy Needham, Izzy Wisher, Andrew Langley, Matthew Amy und Aimée Little: Art by firelight? Using experimental and digital techniques to explore Magdalenian engraved plaquette use at Montastruc (France). In: PLoS ONE. Band 17, Nr. 4, 2022, e0266146, doi:10.1371/journal.pone.0266146.